# Psychrophrynella pinguis
Psychrophrynella pinguis är en groddjursart som först beskrevs av Harvey och Patricia Ergueta-Sandoval 1998.  Psychrophrynella pinguis ingår i släktet Psychrophrynella och familjen Strabomantidae. IUCN kategoriserar arten globalt som sårbar. Inga underarter finns listade i Catalogue of Life.